# SG Aufbau Boizenburg
Die Sportgemeinschaft Aufbau Boizenburg ist ein Sportverein in der westmecklenburgischen Stadt Boizenburg.

## Vereinsentwicklung
Die SG Aufbau wurde 1990 von Mitgliedern der bisherigen Betriebssportgemeinschaft (BSG) Aufbau Boizenburg gegründet. Die BSG entstand 1948 unter dem Namen BSG Keramik Boizenburg und wurde 1951 in BSG Chemie umbenannt, ehe sie 1954 ihren bis 1990 gültigen Namen erhielt. Trägerbetriebe der BSG Aufbau waren die Elbewerft Boizenburg und das ortsansässige Fliesenwerk. Da die damals etwa 11.000 Einwohner zählende Stadt zeitweise im Grenzsperrgebiet der DDR lag, kam der Sport in der Elbestadt nur wenig zur Entfaltung. Lediglich die Fußballmannschaft konnte in den 1970er Jahren überregional auftreten, als sie für zwei Spielzeiten in der zweitklassigen DDR-Liga vertreten war.
Nach Gründung des eingetragenen Vereins SG Aufbau entstanden Abteilungen für die Sportarten Fußball, Handball, Tischtennis, Leichtathletik, Boxen, Badminton und Tanzen. Im Jahr 2014 schied die Handball-Abteilung aus dem Verein aus; später gründeten die Handballer den Boizenburger HV. Dafür entstand im selben Jahr eine Dart-Abteilung.
Dem Verein stehen die Sportplätze „An der Fliesenfabrik“ und „Grüner Weg“, eine Kleinfeldanlage und die Sporthalle „Richard Schwenk“ zur Verfügung.

## Abteilung Fußball

### Geschichte
Die 1. Männermannschaft der Betriebssportgemeinschaft Chemie Boizenburg gehörte zu den Gründungsgemeinschaften der 1952 eingeführten, damals drittklassigen Bezirksliga Schwerin. Nach Plätzen im Mittelfeld gewann die Mannschaft 1963, inzwischen als BSG Aufbau antretend, die Bezirksmeisterschaft und qualifizierte sich damit für die Aufstiegsrunde zur DDR-Liga. In der einfachen Runde mit vier Mannschaften gelang den Boizenburgern nur ein 4:3-Sieg gegen Motor Wolgast, die Spiele gegen Warnowwerft Warnemünde und Empor Neustrelitz gingen mit 1:8 und 1:2 verloren. Da Empor Neustrelitz nach Abschluss der Aufstiegsrunde disqualifiziert wurde, musste diese wiederholt werden, Aufbau Boizenburg trat jedoch nicht mehr an, sodass die Mannschaft auch weiterhin in der Bezirksliga spielte. 1966 musste der Abstieg in die Bezirksklasse Schwerin hingenommen werden, doch gelang der sofortige Wiederaufstieg und 1971 mit einem 2. Platz sogar die unmittelbare Qualifikation für die DDR-Liga. Dort konnten sich die Boizenburger jedoch nur für eine Spielzeit halten, erreichten aber nach zwei Jahren Bezirksliga 1974 erneut die DDR-Liga. Doch auch die Liga-Saison 1974/75 endete wieder mit dem Abstieg, und so blieb die BSG Aufbau Boizenburg bis zum Ende des DDR-Fußballbetriebes in der drittklassigen Bezirksliga.
Mit Platz 4 nach der Saison 1990/91 qualifizierte sich die neu gegründete SG Aufbau für die Landesliga Mecklenburg-Vorpommern, die die Mannschaft jedoch als Drittletzter in Richtung Bezirksliga wieder verlassen musste. Nach der Bezirksmeisterschaft 1995 konnte zwar die inzwischen nur noch sechstklassige Landesliga West erreicht werden, musste sechs Jahre später nach dem Abstieg jedoch wieder verlassen werden. Im Anschluss spielte die Mannschaft in der nach diversen Ligareformen seit 2008 nur noch achtklassigen Bezirksliga bzw. Landesklasse, ehe 2010 der Aufstieg in die Landesliga gelang. 2014 konnte man den Aufstieg in die sechstklassige Verbandsliga Mecklenburg-Vorpommern feiern, aus der man 2022 wieder abstieg. In der Folgesaison wurde der Klub als abgeschlagener Tabellenletzter in die Landesklasse durchgereicht.
| Ligenübersicht | Ligenübersicht                    | Ligenübersicht |
| -------------- | --------------------------------- | -------------- |
| 1952–1966      | Bezirksliga Schwerin              | 3./4. Liga     |
| 1966/67        | Bezirksklasse Schwerin            | 4. Liga        |
| 1967–1971      | Bezirksliga Schwerin              | 3. Liga        |
| 1971/72        | DDR-Liga                          | 2. Liga        |
| 1972–1974      | Bezirksliga Schwerin              | 3. Liga        |
| 1974/75        | DDR-Liga                          | 2. Liga        |
| 1975–1991      | Bezirksliga Schwerin              | 3. Liga        |
| 1991/92        | Landesliga Mecklenburg-Vorpommern | 4. Liga        |
| 1992–1995      | Bezirksliga M-V West              | 5./6. Liga     |
| 1995–2001      | Landesliga M-V West               | 6. Liga        |
| 2001–2009      | Bezirksliga M-V West              | 7./8. Liga     |
| 2009/10        | Landesklasse M-V (Staffel V)      | 8. Liga        |
| 2010–2014      | Landesliga M-V West               | 7. Liga        |
| 2014–2022      | Verbandsliga M-V                  | 6. Liga        |
| 2022/23        | Landesliga M-V West               | 7. Liga        |
| ab 2023        | Landesklasse M-V (Staffel IV)     | 8. Liga        |

### Personen
Der von 1995 bis 2004 in der Fußball-Bundesliga aktive Schiedsrichter Torsten Koop war Mitglied der SG Aufbau.